# Hossein Hosseini
Hossein Hosseini (tiếng Ba Tư: حسین حسینی, sinh ngày 30 tháng 6 năm 1992 ở Shiraz, Iran) là một thủ môn bóng đá người Iran hiện tại thi đấu cho Esteghlal ở Persian Gulf Pro League.

## Sự nghiệp câu lạc bộ

### Thống kê sự nghiệp câu lạc bộ
Tính đến 5 tháng 4 năm 2019
| Câu lạc bộ          | Giải vô địch        | Cúp                     | Cúp     | Cúp       | Hazfi Cup | Hazfi Cup | Châu Á  | Châu Á    | Tổng cộng | Tổng cộng |
| Câu lạc bộ          | Giải vô địch        | Giải vô địch            | Số trận | Bàn thắng | Số trận   | Bàn thắng | Số trận | Bàn thắng | Số trận   | Bàn thắng |
| ------------------- | ------------------- | ----------------------- | ------- | --------- | --------- | --------- | ------- | --------- | --------- | --------- |
| Bargh Shiraz        | 2010–11             | Division 1              | 0       | 0         | 0         | 0         | –       | –         | 0         | 0         |
| Bargh Shiraz        | 2011–12             | Division 1              | 2       | 0         | 0         | 0         | –       | –         | 2         | 0         |
| Bargh Shiraz        | Tổng cộng           | Tổng cộng               | 2       | 0         | 0         | 0         | –       | –         | 2         | 0         |
| Esteghlal           | 2012–13             | Persian Gulf Pro League | 0       | 0         | 0         | 0         | 0       | 0         | 0         | 0         |
| Esteghlal           | 2013–14             | Persian Gulf Pro League | 0       | 0         | 1         | 0         | 1       | 0         | 2         | 0         |
| Esteghlal           | 2016–17             | Persian Gulf Pro League | 8       | 0         | 0         | 0         | 0       | 0         | 8         | 0         |
| Esteghlal           | 2017–18             | Persian Gulf Pro League | 20      | 0         | 1         | 0         | 4       | 0         | 25        | 0         |
| Esteghlal           | 2018–19             | Persian Gulf Pro League | 5       | 0         | 1         | 0         | 0       | 0         | 6         | 0         |
| Esteghlal           | Tổng cộng           | Tổng cộng               | 33      | 0         | 3         | 0         | 5       | 0         | 41        | 0         |
| Malavan (mượn)      | 2014–15             | Persian Gulf Pro League | 12      | 0         | 0         | 0         | –       | –         | 12        | 0         |
| Malavan (mượn)      | 2015–16             | Persian Gulf Pro League | 15      | 0         | 0         | 0         | –       | –         | 15        | 0         |
| Malavan (mượn)      | Tổng cộng           | Tổng cộng               | 27      | 0         | 0         | 0         | –       | –         | 27        | 0         |
| Tổng cộng sự nghiệp | Tổng cộng sự nghiệp | Tổng cộng sự nghiệp     | 62      | 0         | 3         | 0         | 5       | 0         | 70        | 0         |